# Historia regum Britanniae
L’Historia regum Britanniae (en français : « Histoire des rois de Bretagne ») est une œuvre rédigée en latin entre 1135 et 1138, par l'écrivain gallois Geoffroy de Monmouth. 
Le texte présente une histoire légendaire des rois de l’île de Bretagne  depuis Brutus, fondateur mythique de la lignée, jusqu’à Cadwaladr. On y trouve la première apparition de personnages marquants tels que Merlin ou Uther Pendragon. Proche de la chronique, le texte présente la succession d’une centaine de règnes avec des passages épiques. L’auteur prétend que c’est une traduction du Britannici sermonis liber vetustissimus (« Le livre le plus ancien de la langue britannique »), manuscrit en langue bretonne dont l’existence est généralement contestée même si certains auteurs, dont Léon Fleuriot, affirment que ce manuscrit a pu exister.
L’œuvre eut un grand succès au Moyen Âge, puisque 215 manuscrits sont recensés. Elle marque la naissance littéraire de la matière de Bretagne et a une influence déterminante sur la légende arthurienne. Une adaptation en français est faite par le trouvère normand Wace en 1155 titrée Le roman de Brut.

## Résumé
Le livre commence par une dédicace à Étienne de Blois, roi d’Angleterre et à Robert, comte de Gloucester. Une description idyllique de la Bretagne, « située dans l’Océan entre la Gaule et l’Irlande », nous apprend qu’elle est peuplée par les Normands, les Bretons, les Saxons, les Pictes et les Scots.

### Les fondateurs
- Brutus de Bretagne : arrière petit-fils d'Énée, petit-fils d'Ascagne, il est le fondateur du royaume. Avec sa femme Innogen, il a trois fils qui, à sa mort après 23 ans de règne, se partagent son royaume : Locrinus hérite du centre de l’île et lui donne son nom Loegrie, Kamber s’installe à l’ouest et nomme son héritage Cambrie (actuel Pays de Galles), Albanactus va dans le nord et crée l’Albanie (Écosse).
- Locrinus : après le partage de l’île de Bretagne entre les trois fils de Brutus, l’Albanie est attaquée par les Huns. Albanactus est tué, Locrinus et Kamber s'allient pour combattre et chasser les envahisseurs. Une fois l’île réunifiée sous la seule souveraineté de Locrinus, celui-ci règne pendant 10 ans. Il meurt dans une bataille contre son épouse Guendoloena, qu’il a répudiée au profit d’Estrildis.

## Principaux souverains
- Ebrauc : il succède à son père Mempricius et son règne dure 39 ans. Il est contemporain des rois David en Judée. Il mène une expédition militaire en Gaule, dont il ramène un important butin. De ses 20 épouses, il a 50 enfants, dont Brutus au Vert Écu qui lui succède.
- Leir : succède à Bladud, son règne dure 60 ans. Dépossédé par deux de ses gendres, les ducs d’Albanie et de Cornouailles, il doit faire appel à Aganippe, roi des Francs et mari de sa dernière fille, Cordeilla, pour faire valoir ses droits. Ayant recouvré ses biens et sa couronne, il règne encore trois ans. Son personnage a servi de modèle à Shakespeare pour Le Roi Lear.
- Cunedagius : à la mort de Cordeilla, ses neveux Cunedagius, duc de Cornouailles et Marganus, duc d’Albanie (Écosse) se partagent le royaume. Une guerre éclate entre les deux cousins, à l’issue de laquelle Marganus est tué. Cunedagius devient le seul maître. Son règne dure 33 ans, il est contemporain de la fondation de Rome par Romulus et Rémus.
- Dunvallo Molmutius, roi de Cornouailles, il est le premier souverain à ne pas appartenir à la lignée du fondateur Brutus. Après avoir éliminé Pinner le roi de Loegrie, Staterius, roi d’Albanie et Rudaucus, roi de Cambrie, il réunifie l’île sous une seule couronne. Il promulgue les lois « Molmutines » qui interdisent la violence pendant les 40 ans de son règne.
- Belin le Grand, fils de Dunvallo Molmutius, doit faire face à une rébellion de son frère Brenne, après 5 ans de règne. Après réconciliation, les deux frères entreprennent et réussissent la conquête de la Gaule, de l’Italie et de la Germanie.
- Gurguint Barbtruc succède à son père Belin, dit le Grand. Son règne est marqué par la domination du Danemark et la concession de l’Irlande à un peuple errant, les Partholoniens.
- Morvidus, fils de Darius règne de 341 av. J.-C. à 336 av. J.-C.. Il doit faire face à une invasion du roi des Morians, qu’il vainc et dont il extermine les guerriers. Il meurt avalé par un monstre lors d’un combat singulier. La bête, venue de la mer d'Irlande, terrorisait et dévorait les habitants des côtes.
- Lud est le fils ainé d’Heli dont le règne avait duré 40 ans. Il est principalement célèbre pour avoir restauré les murs de la capitale Trinovantum et fait édifier des remparts, pour en faire la plus belle ville du royaume. Il rebaptise la ville du nom de Kaerlud, qui évoluera en Kaerlundein, puis Lundene et Londres.
- Cassibellan, fils du roi Heli, devient roi à la mort de son frère ainé Lud, dont les fils Androgeus et Tenvantius ne sont pas encore en âge de régner. C’est pendant son règne que Jules César entreprend la conquête de l’île de Bretagne.
- Arvirargus, second fils du roi Kimerlin, succède à son frère ainé Guider. Son règne est marqué par des relations conflictuelles avec l’empereur romain Claude, dont il épouse la fille Genvissa. Selon Geoffroy de Monmouth, c’est à cette époque que « l’apôtre Pierre fondait l’Église d’Antioche, puis venait à Rome comme évêque ».
- Asclépiodote règne pendant dix ans, « dans le respect de la vraie justice et de la paix, réprimant la cruauté des voleurs et les coups d’épées des brigands ».

## Analyses
Le texte latin est écrit en prose. Il a une influence déterminante sur les auteurs qui, dans leurs romans en prose ou en vers, développent des récits tirés de la matière de Bretagne. Wace dans son Roman de Brut, Layamon dans son Brut et Chrétien de Troyes dans ses romans s'inspirent probablement de cette œuvre.

## Éditions contemporaines
- Histoire des rois de Bretagne, traduit et commenté par Laurence Mathey-Maille, Édition Les belles lettres, coll. « La roue à livres », Paris, 2004,  (ISBN 2-251-33917-5)